# Melanocharis striativentris
Melanocharis striativentris е вид птица от семейство Melanocharitidae.

## Разпространение
Видът е разпространен в Индонезия и Папуа Нова Гвинея.